# وادي القرن (سوريا)
وادي القرن - منطقة برقوش للطيور المهمة هو موقع مساحته 4,500 هكتار في قضاء قطنا في الجنوب الغربي لسوريا. تقع على ارتفاع 1175 – 1500م بجانب قرية برقوش في جبال لبنان الشرقية، بالقرب من جبل الشيخ وعلى مقربة من الحدود مع لبنان. يشتمل الموقع على المنحدر الحاد في الجانب الشمالي من الوادي، وأجزائه العليا عبارة عن منحدرات عمودية تطل على منحدرات صخرية مكسوة بالأدغال والعشب والأشجار المتقزمة. خزان صغير يجذب الزوار في الصيف. تم تحديدها من قبل حياة الطيور الدولية باعتبارها منطقة طيور مهمة (اي بي اي).

## الطيور
الأنواع التي أدت إلى تصنيف (اي بي اي) تشمل نسور غريفون التي توجد بأعداد صغيرة، طيور الثدي الداكن، دخلة أبتشر، 
دخلة مينتريس,خازنات البندق الصخرية الغربية, أب الحناء أبيض الحنجرة, أبلق فينش, عصافير الصخور الشاحبة و سيرين سوري. في الشتاء، يوفر الخزان موطنًا لـ الخواض وأحيانًا البط.